# Josep Cañas i Cañas
Josep Cañas i Cañas (Banyeres del Penedès, 23 de maig de 1905 - el Vendrell, 5 de gener de 2001) fou un dibuixant i escultor català.

## Biografia
El seu aprenentatge fou autodidacte, tot i que va fer alguns cursos a l'Escola d'Arts i Oficis de Vilanova amb Damià Torrents i el seu amic Joaquim Mir. Els seus primers quadres són de temàtica mediterrània i camperola.
Exposà individualment per primer cop a la Sala Parés de Barcelona el 1932. El 1935 va estar a Londres i París amb una beca de la Generalitat. Durant la guerra civil espanyola es va afiliar a la UGT i lluità a la batalla de l'Ebre. Després de la guerra va treballar un temps amb Ignacio Zuloaga i va obtenir alguns premis. Entre el 1947 i el 1955 va marxar a Mèxic, on va fer quadres de tema indigenista. El 1955 li dedicaren una sala a la III Biennal Hispanoamericana, que tingué lloc a Barcelona, on va exposar vint-i-tres escultures de pedra i bronze traslladades des de Mèxic. Durant l'anomenada «Semana del Indio» del Museu d'Art Modern de Madrid, hi exposà la seva obra escultòrica i pictòrica de Mèxic.
Les seves figures, de contorns arrodonits i monumentalitat continguda, es desenvolupen dins volums cúbics i cilíndrics. Té obres seves als museus d'art contemporani de Barcelona, Bilbao i Madrid, i al Museu Antropològic de Mèxic. A més, va oferir un moment per l'Institut de Cultura Hispànica de Califòrnia en memòria de Juníper Serra. Destaca també la sèrie de dibuixos 700 rostres, feta entre els anys 1929 i 1985. El 1942 va obtenir el diploma de primera classe a l'Exposició Nacional de Belles Arts de Barcelona, amb un nu femení, i el 1986 va rebre la Creu de Sant Jordi de la Generalitat de Catalunya.

## Obra escultòrica
- Dinamiter (Barcelona, 1936)
- La piràmide (Ciutadella, 1942)
- Al·legoria de la primavera i Al·legoria de l'estiu (Jardí de la Fundació Julio Muñoz Ramonet, Barcelona, 1945)
- A fra Juníper Serra (Carmel, Monterey, Califòrnia, 1947)
- Als castellers (Vilafranca del Penedès, 1963)
- Font de la Sardana, als Jardins del Retiro, Madrid (1964)
- La sardana (a Montjuïc, Barcelona, 1965)
- Carmen Amaya, als actuals Jardins de Joan Brossa, Montjuïc, Barcelona (1966)
- Quatre de vuit del Vendrell (entre 1965 i 1976)
- Cap de Crist (Sitges, entre 1969 i 1971)
- La Ramona (plaça Ramona Macipe, al Vendrell)[5]

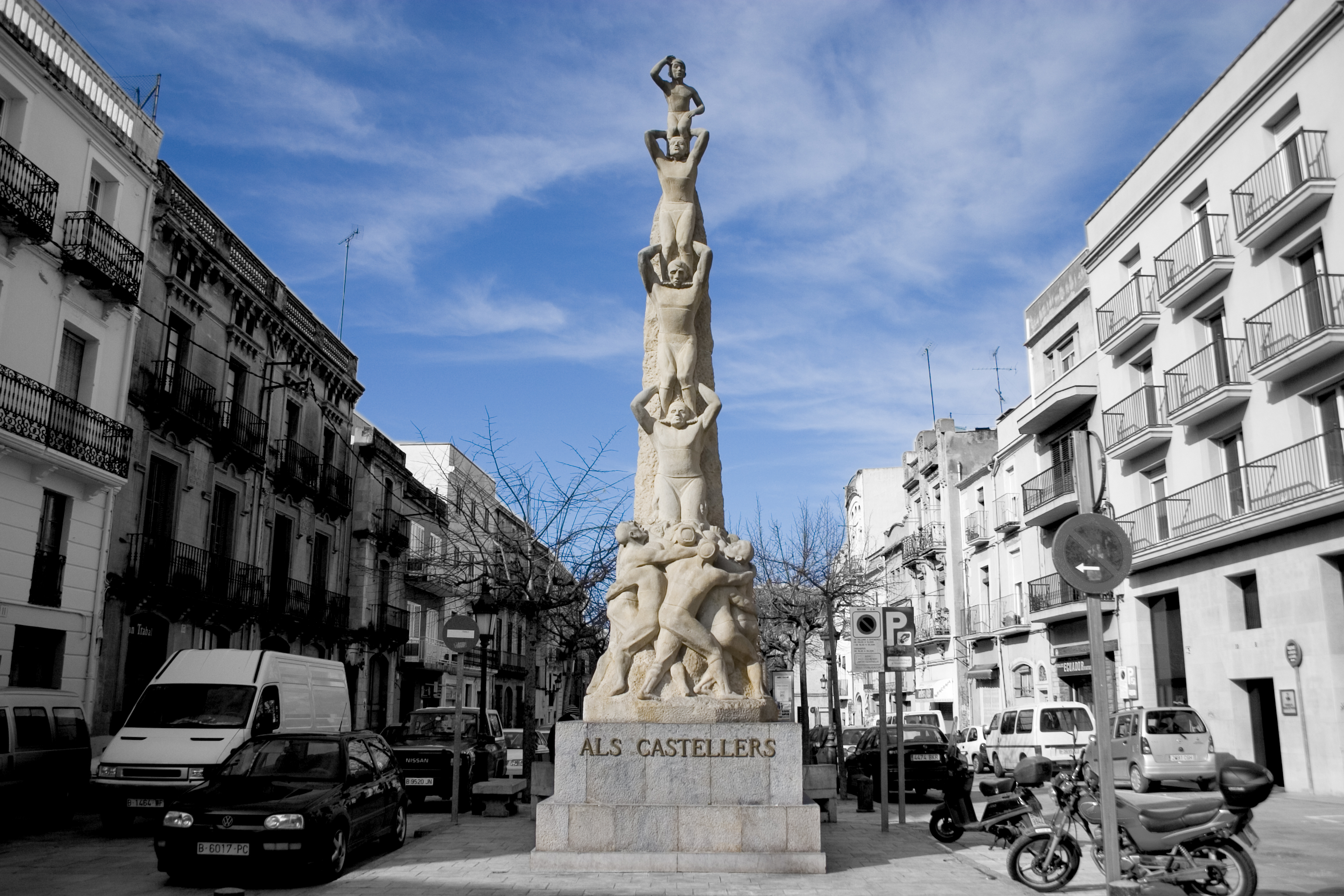
Als castellers, a Vilafranca del Penedès (1963)
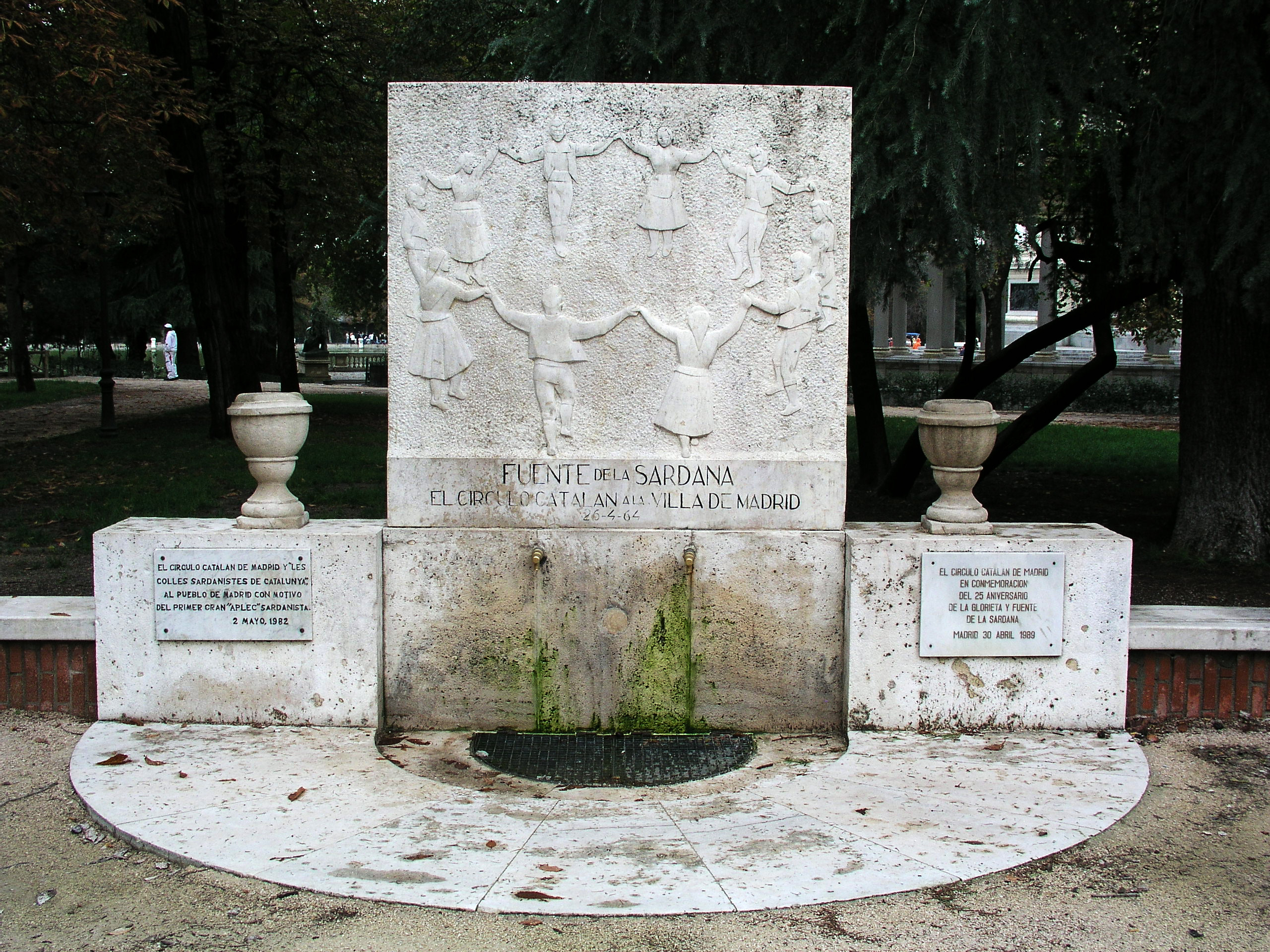
Font de la Sardana, als Jardins del Retiro, Madrid (1964)
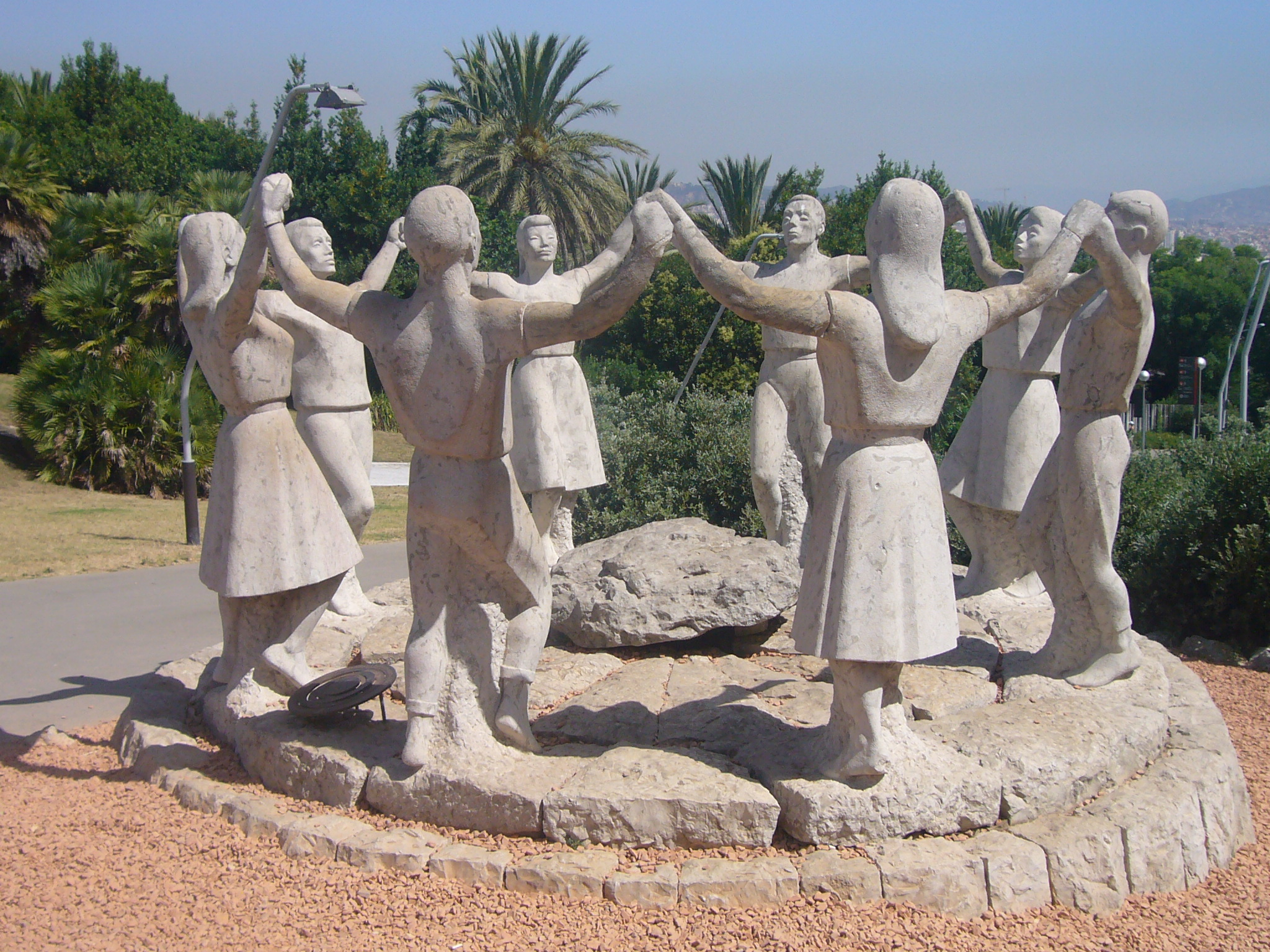
Escultura La sardana a Montjuïc, Barcelona (1965)
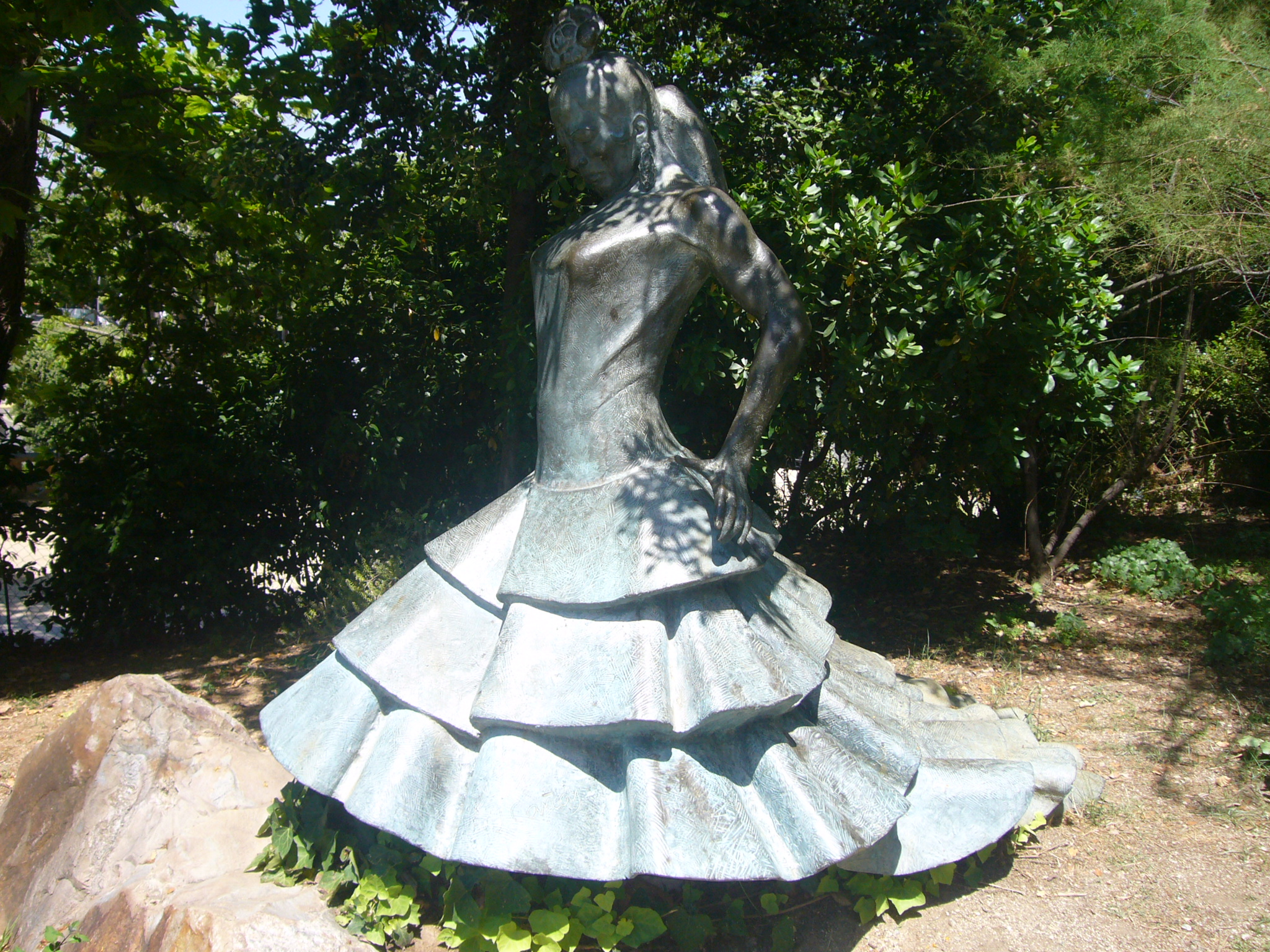
Escultura Carmen Amaya als actuals Jardins de Joan Brossa, Montjuïc, Barcelona (1966)
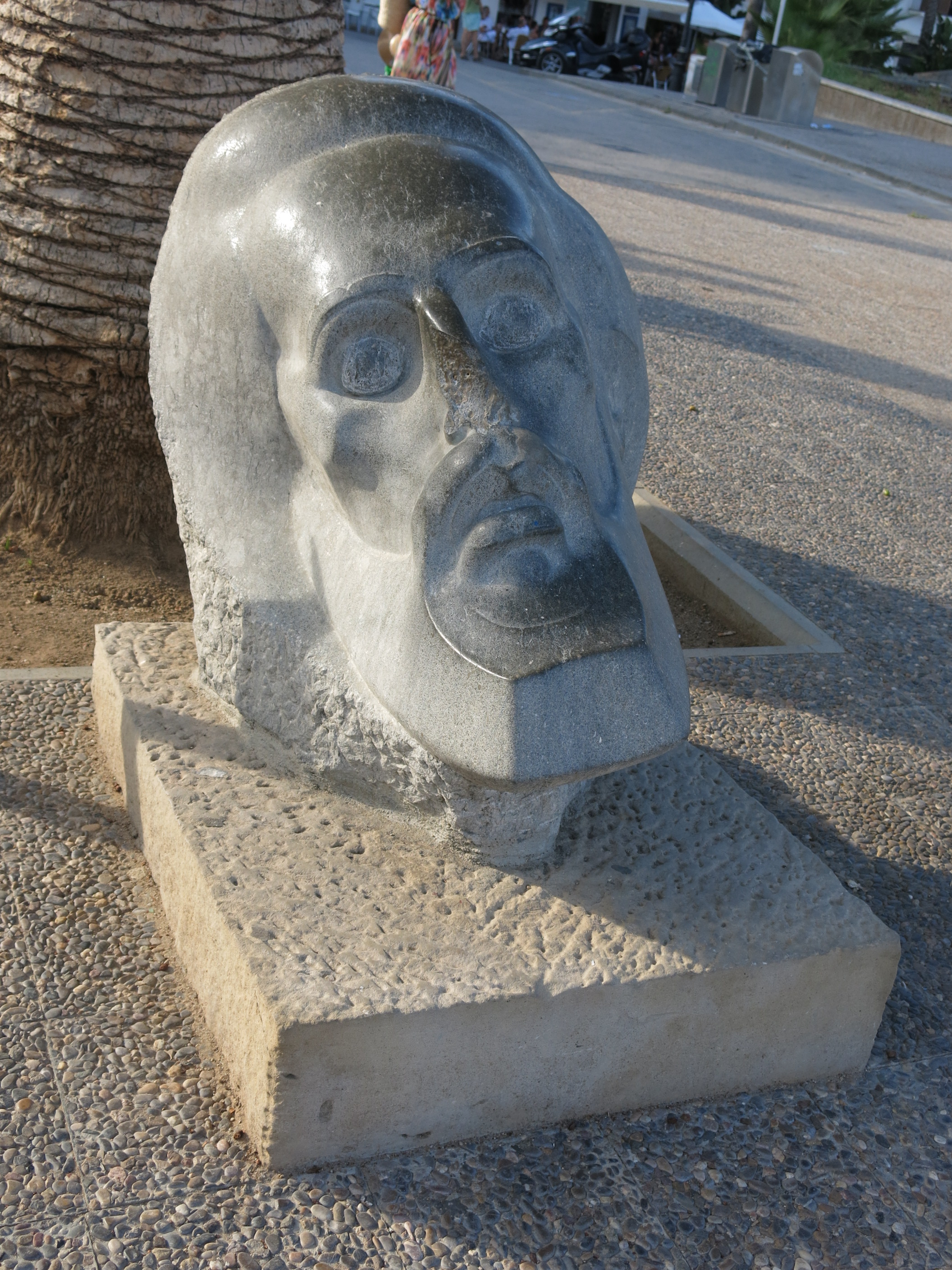
Cap de Crist, a Sitges (1969-1971)

## Obra literària
Poesia
- Montmell. Muntanya del Baix Penedès (1927), poema presentat als Jocs Florals de Barcelona[6]
- Castell de Pilats (1927), poema presentat als Jocs Florals de Barcelona[7]

Teatre
- Camí d'espines (1927)
- Amor, vida o mort (1928)

Assaig
- El Vandalismo glorificado (1975)